# Amasha decepta
Amasha decepta är en insektsart som beskrevs av Medler 1992. Amasha decepta ingår i släktet Amasha och familjen Flatidae. Inga underarter finns listade i Catalogue of Life.